# Interpupillometro
L'interpupillometro è uno strumento utilizzato principalmente in campo optometrico e oftalmologico per misurare la distanza interpupillare (o D.I.P.), ovvero la distanza tra le pupille degli occhi. Questa misura è fondamentale per garantire che le lenti correttive (come occhiali o lenti a contatto) siano posizionate correttamente rispetto agli occhi, ottimizzando così la visione e il comfort del paziente. L'interpupillometro è spesso impiegato durante la prescrizione di occhiali, perché aiuta l'ottico a centrare le lenti esattamente davanti alle pupille. Il dispositivo emette un fascio luminoso che viene riflesso dalle pupille, permettendo una misurazione precisa della distanza tra esse.

## Funzione e utilizzo
L'interpupillometro viene impiegato soprattutto da ottici e optometristi per ottenere una misura precisa della distanza tra le pupille. Questa informazione è fondamentale per centrare correttamente le lenti correttive, poiché una posizione errata può portare a disagi visivi come visione sfocata, affaticamento o mal di testa.
Il processo di misurazione con l'interpupillometro è semplice:
1. Posizionamento: Il paziente guarda in avanti, mentre l'operatore posiziona l'interpupillometro di fronte agli occhi del paziente.
2. Emissione della luce: Lo strumento proietta una luce che riflette sulle pupille del paziente.
3. Lettura della distanza: L'operatore legge direttamente dallo strumento la distanza interpupillare, che può essere espressa in millimetri (mm).

## Utilità
La misura precisa della DIP è necessaria perché la parte centrale della lente correttiva (detta "centro ottico") deve coincidere con l'asse visivo degli occhi, ovvero la posizione esatta delle pupille. In mancanza di questo allineamento, possono verificarsi diversi problemi:
Aberrazioni visive: Se il centro della lente non è allineato con l'asse visivo, la luce non viene focalizzata correttamente sulla retina, causando distorsioni della visione.
Affaticamento oculare: Una posizione errata delle lenti rispetto alle pupille può provocare affaticamento degli occhi, mal di testa e disagi durante la visione prolungata.
Riduzione dell'efficacia della correzione: Lenti che non sono centrate correttamente possono ridurre l'efficacia della correzione della vista.

## Tipologie
Esistono vari tipi di interpupillometri, che si possono dividere principalmente in due categorie:
1. Manuali: Sono strumenti semplici in cui la misurazione avviene tramite la visualizzazione di riflessi luminosi sulle pupille e la regolazione manuale da parte dell'operatore. Questi dispositivi sono ancora in uso, ma richiedono una certa abilità e precisione da parte dell'ottico.
2. Digitali: Gli interpupillometri digitali rappresentano la versione più moderna e precisa. Questi strumenti utilizzano una tecnologia elettronica che fornisce una lettura automatica della distanza interpupillare, riducendo il margine di errore umano. Possono anche avere funzionalità aggiuntive, come la possibilità di misurare separatamente la DIP per l'occhio sinistro e destro (utile in caso di asimmetrie).

## Applicazioni
Oltre alla fabbricazione di occhiali, la distanza interpupillare è importante anche in altri ambiti:
Realtà virtuale (VR): Nei visori VR, la misura della DIP è fondamentale per centrare correttamente le immagini per ogni occhio, garantendo un'esperienza visiva immersiva e confortevole.
Chirurgia refrattiva: Prima di interventi come il LASIK (correzione laser della vista), la distanza interpupillare può essere utilizzata per determinare la corretta posizione e l'asse visivo del paziente.
Lenti multifocali o progressive: Per chi utilizza lenti con zone di correzione differenti (ad esempio per la visione da vicino e da lontano), la DIP è una variabile importante per assicurare che ogni zona della lente sia ben allineata con l'occhio.

## Misurazione monoculare e binoculare
Esistono due tipi di misurazione della DIP:
Binoculare: La distanza complessiva tra le due pupille, che è la misura più comunemente utilizzata.
Monoculare: La distanza tra ciascun occhio e il centro del viso (in genere il naso). Questa misurazione è utile nei casi in cui un occhio sia più vicino o più lontano rispetto all'altro, una condizione chiamata "asimmetria interpupillare".